# Agelasta birmanensis
Agelasta birmanensis es una especie de escarabajo longicornio del género Agelasta, categorizada en la tribu Mesosini, de la subfamilia Lamiinae. Fue descrita por Breuning en 1935.

## Descripción
Mide 20 mm de longitud.

## Distribución
Se distribuye por Birmania.